# Digitalizálódó oktatás
Maga a digitalizálódás egész életünket behálózza manapság, mindennapjaink már elképzelhetetlenné váltak a web 2.0 nélkül, internet, telefon, sőt, okos telefon és applikációk nélkül, ez akaratlanul elérte az oktatási szinteket is. Már az iskolánkban is lecserélték az írásvetítőt, a zsúrkocsikra, majd megjelentek az osztálytermekben a digitális táblák. Ezeket a fokozatokat csoportosíthatjuk akár 4 különböző generációra, annak függvényében, hogy milyen eszközökkel dolgoztak az iskolában, akár csak Benedek András írja, de azt gondolom, nincs ilyen éles határ, abban biztosan, hogy nem generációnként változtak a különböző eszközök a tanításban. A digitális eszközök fajtáit is érdemes áttekinteni.

## OECD jelentések az oktatásról
„Az Education at a Glance: OECD Indicators (Oktatási körkép: OECD-mutatók) hiteles információforrást nyújt az oktatás állapotáról szerte a világon. A kiadvány adatokat tartalmaz a 34 OECD ország, valamint számos partnerország oktatási rendszereinek struktúrájáról, finanszírozásáról és teljesítményéről.”

### A digitalizálás szükségességének okai
A 2015. évi kiadás egy főbb témája között szerepel a magyar oktatás digitalizálása. Eszerint a végzősök csupán 55%-a találja a magyar oktatási szektort rendkívül innovatívnak, európai viszonylatban az egyik legalacsonyabb elért eredmények közé rangsorolva hazánkat. Nem meglepő értékek azonban ezek a 2012-es PISA vizsgálat után, amikor is kiderült, hogy a digitális szövegértésnél sokkal gyengébben teljesítettek a diákok, mint a papír-ceruza alapúnál. A 15 éves gyermekeket vizsgálva kiderült, hogy a fiúknál ez 35, míg a lányoknál 42 pont mínuszt jelent a digitális szövegértések esetében. Az átlag pontkülönbség a fiúknál 4, a lányoknál pedig 8 pont. Mindkét esetben így, Magyarország a második helyen szerepel ezekkel a különbségekkel. Jelenleg ezek a legfrissebb adatok, és minden jel arra mutat, hogy igenis szükségszerű korszerűsíteni az iskolákat, a hátrányunk behozása érdekében.

### Finanszírozás
Az oktatásra szánt összegek évről-évre egyre alacsonyabbnak bizonyulnak. Ez számszerűsítve 2008-2010 között 11%-os csökkenést mutat, majd 2010-2012 között ez az érték 13%-os csökkenést ért el a kiadásban. Ezek az eredmények szintén az utolsók közé sorolják hazánkat. Ezek az adatok azért is bírnak jelentőséggel, mert 2013 óta a kormány megkezdte az iskolák államosítását, ettől függetlenül természetesen maradnak egyházi és magán iskolák is, de ez így nagy jelentőséggel bír.
A digitális szövegértés fejlesztésének számos módja létezik, az iskolák sajnos ezekhez a digitális eszközökhöz sok esetben nem tudnak hozzájutni. A Smartmobil 2015 konferencián az Informatikai, Távközlési és Elektronikai Vállalkozások Szövetsége oktatási szakértője, Horváth Ádám arról nyilatkozott, hogy az iskolák nagy része korszerűtlen számítógépeket kénytelen használni, és hogy ezen gépek karbantartására sincs lehetőség. A felmérés szerint egyébként igen sokan, azaz 20%-uk bele sem kezdtek a digitális feladatokba. Ezek adódhatnak ugyan a megfelelő kompetenciák hiánya végett, de az is közrejátszhatott, hogy az elavult számítógépek és rendszerek nem bírták a terhelést.

## Tanári hozzáállás
Fontos azonban arra is felhívni a figyelmet, hogy a korszerűsítés nem minden. A finanszírozás mellett más hiányosságok is megfigyelhetőek: a tanárok körülbelül 40 százaléka elméletben tudna valamilyen informatikai eszközt használni, valamilyen okból kifolyólag azonban, az oktatás során ez nem valósul meg. Egy európai kutatás adati szerint a 40%-nak csak a fele, vagyis körülbelül 20 százalékuk használja ki a gyakorlati oktatás során az IKT-lehetőségeket.  A probléma tehát összetettebb; sajnos milliárdok hiányoznak ahhoz, hogy Magyarország iskoláinak korszerűsítése megtörténhessen, és jobb eredményeket érhessünk el Európai viszonylatban, ez azonban kevés a tényleges fejlődéshez. Fontos számításba venni azt, hogy számos pedagógus több évtizede tanít már, ők így a virtuális világban digitális bevándorlóknak számítanak. (Marc Prensky, 2001)

## Segítség a fogyatékkal élőknek
Egyik pozitív eredménye a digitalizációnak, hogy a fogyatékkal élők mindennapjait nagymértékben befolyásolja a jó irányba, ugyanis utat nyithat nekik egy teljesebb iskolai életért, legalábbis egy ideális felszereltségű iskolában biztosan. A hangos könyvek pl. a gyermekek óvodás korú fejlődését szolgálhatják. Továbbmenvén pedig a tananyag felmondható többek között egy telefon diktafon applikációjának segítségével, majd megosztható az interneten, vagy akár videóra is vehetjük magát a tanárt, aki akár kísérletekkel támasztja alá előadását, így megkönnyíthetjük a megértést és érdekesebbé tehetjük a tanulást. A videóra vett nyelvbeszéddel tartott óra a siketek számára nyújthat segítséget a fejlődésükben. A kerekes székes diákok az interaktív táblához kapcsolódhatnak kézi táblájukkal (School Pad) és tölthetik ki válaszaikkal a feladatot, anélkül, hogy kigurulnának a táblához, megannyi erőfeszítést megspórolva, megőrizve önbecsülésüket.
Nyilván valóan ezek a lehetőségek a mai magyarországi felálláshoz képest igen messze vannak, távlatoknak azonban felvethetőek, és bízzunk benne, hogy egyszer egy ilyen szintet fog elérni az iskolák nyitottsága, rugalmassága és felszereltsége.

## Digitális eszközök az oktatásban

### Eddigi eredmények
Számos kutató foglalkozott a digitális oktatás fejlődésével, lehetőségeivel, az oktatási szoftverek minőségeivel, IKT eszközök és tanulmányi rendszerek összekapcsolódásáról elmúlt évtizedben is, jelentős eredményekre jutva kutatásaikkal.
 Ez alatt értek folyóiratokban megjelent cikkeket, többek között az Új Pedagógiai Szemlében megjelent Komenczi Bertalan által íródott cikket, aki az e-learning mikéntjét dolgozza fel, kihangsúlyozván azt, hogy a digitalizálódás és maguk a digitális eszközök nem kizárólagos eszközei a tanulásnak, szükséges egy folyamatos irányítás és támogatás a diákok számára a megfelelő eredmény elérése érdekében. Úgy gondolom ezt nagyon fontos, mind a szülőknek, mind a pedagógusoknak szem előtt tartani, hogy a digitális eszközök bevonása a mindennapokba és az oktatásba ne mozduljon el egy másik, negatív irányba. Fontos a mértékletesség a digitális eszközök alkalmazásakor is. Kárpáti Andrea – számos jelentős cikk jelent meg a témában általa – többek között az oktatási szoftverek milyenségét mérlegeli a folyóiratban megjelent egyik cikkében.
Az Iskolakultúrában is találunk jelentős olvasmányokat, természetesen Kárpáti Andrea neve alatt is, főbb témája közül egy; a tanárok informatikai kompetenciáját tartja szem előtt, nehezményezvén azt, hogy az oktatáspolitikusok csupán utolsóként kerítettek sort a tanárok felzárkózatására az új rendszerhez. Igen fontos erre is figyelni, ugyanis fontos befolyásoló tényező az, hogy a tanárok miként viszonyulnak ezekhez az újításokhoz. Mint ahogy már szó is esett róla, sokan a pedagógusok közül már több évtizede ebben a szakmában dolgoznak, és életkori adottságaik miatt ők még digitális bevándorlóknak számítanak, míg tanítványaik már digitális bennszülöttek, így ami nekik mindennapos, amibe beleszülettek és számukra természetes, arra a pedagógusoknak fel kell készülniük. Igen fontos. hogy legyen lehetőségük tanároknak felzárkóztatáson részt venni, ha a fejlesztések megvalósulhatnak intézményükben, ki is tudják használni ezeket a lehetőségeket úgy, hogy nekik sem frusztráló, és a diákoknak is érdekes.
Az Agria Média Konferenciákon többek között Füvesi István a multimédia a tanulás és a tanítás szolgálatáról beszélt már 2004-ben. A konferenciát azóta többször is megrendezték már.
Számos más kutatót tudnék még felsorolni, akiknek munkájuk a digitalizálódó oktatással kapcsolatos, ők csak néhányak, akik forrásként szolgáltak a dolgozat megírásakor.

### A digitális eszközökről
Számos digitális eszközt bevontak már az oktatásba, ez ügyben vannak országok, akik hazánk előtt járnak egy lépéssel, és iskoláik zöme rendelkezik ezen eszközökkel, én most azokról ejtenék itt szót, melyek a mai magyar iskolákban fellelhetőek, és a pedagógusaink rendelkezésére állnak.
Ugyan szót ejthetnék az iskolai táblák generációjáról, vagy arról, miként helyezték el a nagy dobozos TV-ket elzárható szekrényben egy videókazetta lejátszóval a tetején, de azt gondolom az osztálytermek igaz infrastruktúra fejlesztése a digitális zsúrkocsik megjelenése óta lépett igazán nagyot előre. A digitális zsúrkocsi olyan eszköz együttes, amelyhez általában tartozik egy laptop, egy kivetítő projektor, egy DVD lejátszó és hangfalak. Nagy előnye, hogy bárhová el tudjuk mozdítani, így mindig abban a teremben, és azon az órán használható, ahol éppen szükség van rá, nem függ az osztálytermektől, ami megkönnyítheti mind a tanárok, mind a diákok életét. Általában ugyanis minden osztálynak megvan a maga osztályterme, és ha már a diákok berendezkedtek a következő órára, csak úgy lehet őket kimozdítani, hogy mindenki fel van háborodva a csoportból. Ezt a digitális zsúrkocsival el tudjuk kerülni. Hátrányuk azonban az, hogy a lépcsőn való mozgatás sérüléseket okozhat, és olykor nincs belőle elegendő számmal az iskolákban.
A digitális táblák már termekhez kötöttek, van belőlük többféle fajta. Léteznek olyan digitális táblák, amelynek a felületére színes filctollakkal lehet írni, a tábla színe fehér, ezért biztosítja a kivetítőnek a felületet, amit egy projektor old meg egy laptoppal összekapcsolva.
Hátrányuk, hogy ezek a tollak hamar kifogynak, és az utánpótlás nem mindig áll rendelkezésükre a tanároknak, így sokszor meghiúsul a munka, amint elhalványodva végül kifogy a toll.
A másik fajta táblára már csak a saját tollával lehet írni, ami valójában a tábla nyomásérzékelőjével teszi láthatóvá az írásunkat. A tábla össze van kötve a projektorral és a laptoppal, így amit bármelyik felületen írunk, akár a laptopon, akár a táblán, megjelenik mindegyik eszközön. Ezek a tartalmak háttér tárolóra menthetőek. Míg az előbbi digitális táblánál mind a laptop, mind a projektor bármikor elmozdítható, az utóbbinál a táblához szorosan kapcsolódik a projektora. Ez utóbbi rejti magában a legtöbb lehetőséget. 